# San Vicente Candelaria
San Vicente Candelaria är en ort i Mexiko.   Den ligger i kommunen Comitán Municipality och delstaten Chiapas, i den sydöstra delen av landet, 800 km öster om huvudstaden Mexico City. San Vicente Candelaria ligger 1 975 meter över havet och antalet invånare är 109.
Terrängen runt San Vicente Candelaria är kuperad. Runt San Vicente Candelaria är det ganska tätbefolkat, med 67 invånare per kvadratkilometer. Närmaste större samhälle är Comitán, 7,0 km sydost om San Vicente Candelaria. I omgivningarna runt San Vicente Candelaria växer huvudsakligen savannskog.